# Цона Пајп (Матера)
Цона Пајп (итал. Zona Paip) је насеље у Италији у округу Матера, региону Базиликата.
Према процени из 2011. у насељу је живело 488 становника. Насеље се налази на надморској висини од 294 м.